# Cascata do Tagarete
A cascata do Tagarete também conhecida por cascata da ribeira do Amaro é uma queda de água, localizada na baía do Tagarete,  freguesia de Santa Bárbara, concelho de Vila do Porto e localizado na costa norte da  ilha de Santa Maria, nos Açores.
As suas arribas são estratificadas, revelando as escoadas lávicas basálticas subaéreas intrecaladas com rochas sedimentares, afloramentos de escoadas lávicas submarinas e depósitos sedimentares marinhos a grande altura, resultante da dinâmica geotectónica da Ilha  e converge com vertente norte do Complexo Vulcânico do Pico Alto  (Pliocénico < 4,5 M.a.).
A ribeira de Santa Barbara, recolhe quase toda a água da escorrência da cordilheira poente do Pico Alto, algumas centenas de metros depois dos lagos denomina-se ribeira do Amaro agora com o trajeto direcionado a jusante, a bonita cascata do Tagarete salta emparedada na ravina cerca de quarenta metros, percorrendo um traçado muito sinuoso por uma depressão funda e arborizada, desaguando na Ponta da Ribeira, a leste do porto do Tagarete. 
É um geosítio  de interesse científico e geoturístico do Geoparque dos Açores. 
Foi inserido no Parque Natural da Ilha de Santa Maria  foi criado pelo Decreto Legislativo Regional n.º 47/2008/A, de 7 de novembro, alterado pelo Decreto Legislativo Regional n.º 39/2012/A, de 19 de setembro.